# Erich Winn
Erich Winn, gebürtig Erich Harro Weinländer, (* 18. März 1921 in Wien; † Oktober 1990 ebenda) war ein österreichischer Arzt, Sänger und Filmschauspieler mit kurzer Karriere in den 1950er Jahren.

## Leben und Wirken
Erich Harro Weinländer, Sohn des Wiener Obermedizinalrats Georg Weinländer, Facharzt für Zahnheilkunde, und dessen Frau Irma Kögl leistete im Zweiten Weltkrieg zunächst seinen Wehrdienst bei der deutschen Luftwaffe ab. Nach Kriegsende stieg er in die Fußstapfen seines Vaters und studierte nach seiner Matura (Abitur) in München und Wien Medizin. An der heimischen Akademie für Bildende Künste ließ er sich in Gesang fortbilden und erhielt am Reinhardt-Seminar überdies eine Schauspielausbildung. Nach seiner Facharztprüfung begann Dr. med. dent. Weinländer ab 1949 als Zahnarzt zu arbeiten.
Parallel zu seiner ärztlichen Betätigung trat Weinländer unter dem Pseudonym Erich Winn auch am Theater auf, in der zweiten Hälfte der 1950er Jahre folgten auch mehrere Verpflichtungen vom (zumeist deutschen) Film. In der Liebesschnulze Vergiß mein nicht von Arthur Maria Rabenalt erhielt Winn an der Seite der deutschen Kollegin Sabine Bethmann sogar die männliche Hauptrolle zugedacht. Im Jahr zuvor (1957) überließ man ihm eine weitere tragende Rolle, diesmal in Erik Odes Filmrevue Scala – total verrückt. Seit Beginn der 1960er Jahre trat der schauspielernde Zahnarzt kaum mehr vor die Kamera.
Erich Weinländer wurde am 16. Oktober 1990 an der Seite seiner Eltern und weiterer Verwandter auf dem Döblinger Friedhof in Wien (Gruppe 37, Reihe 3, Nummer 6) bestattet.

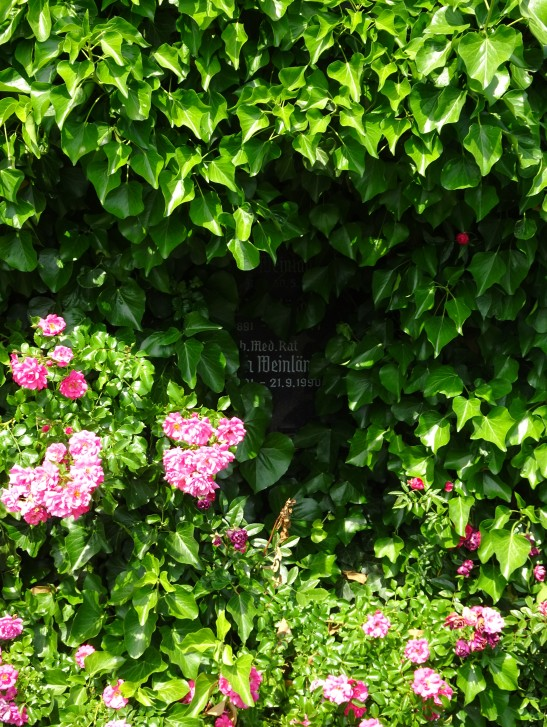
Grabstätte von Erich Weinländer

## Filmografie (komplett)
- 1956: Königin Luise
- 1957: Einmal eine große Dame sein
- 1957: Scala – total verrückt
- 1958: Ohne Dich kann ich nicht leben
- 1960: Schicksals-Sinfonie (The Magnicifent Rebel)
- 1966: Wolken über Kaprun (TV-Serie, eine Folge)